# Temenos Academy
La Temenos Academy, o Temenos Academy of Integral Studies, (en castellano Academia Temenos o Academia Temenos de estudios integrales) es una organización educativa londinense dedicada a la creatividad espiritual.
Los orígenes de la academia se sitúan en 1980 cuando la revista Temenos fue lanzada por Kathleen Raine, Keith Critchlow, Brian Keeble y Philip Sherrard con el fin de publicar trabajo creativo que reconocía la espiritualidad como una necesidad primordial para la humanidad. Diez años después, la academia fue fundada para extender el proyecto a través de conferencias y grupos de estudio. Fue alojada inicialmente en The Prince of Wales's Institute of Architecture en Regent's Park. Desde el cierre del instituto, la academia se reúne ahora en diferentes escenarios de Londres.
El Príncipe de Gales es el patrón de la academia. Dijo:

El trabajo de Temenos no podría ser más importante. Su compromiso con el fomento de una mayor conciencia de las grandes tradiciones espirituales que hemos heredado del pasado no es una distracción de las preocupaciones de la vida cotidiana. Estas tradiciones, que forman la base de los valores más civilizados de la humanidad y que nos han sido transmitidos a lo largo de muchos siglos, no son sólo una parte de nuestra vida religiosa interior. Tienen una relevancia intensamente práctica para la creación de belleza real en las artes, para una arquitectura que trae armonía e inspiración a la vida de las personas y para el desarrollo en el individuo de un sentido de equilibrio que es, en mi opinión, el sello de un persona civilizada.
Carlos de Gales.

## Personas asociadas a la academia
Entre los diversos conferenciantes se incluyen a Hossein Elahi Ghomshei y Z'ev ben Shimon Halevi (Warren Kenton). La Academia organizó una charla del dalái lama durante su visita a Londres en 2004. Temenos se continuó con la Temenos Academy Review.